# Grand Prix Francie 1950
Grand Prix Francie (XXXVII Grand Prix de l'ACF) byla šestým závodem sezóny 1950, který se konal 2. července 1950 na okruhu Reims-Gueux. V závodě zvítězil Juan Manuel Fangio na voze Alfa Romeo a před posledním závodem se stal nejvážnějším kandidátem na titul mistra světa.
Oficiální plakát

## Pruběh závodu

### Účastníci
Prakticky jediný, kdo mohl pomýšlet na titul mistra světa, sedlal vůz Alfa Romeo. Tato milánská značka přivezla na Grand Prix Francie trojicí nejvážnějších uchazečů, Giuseppe Farinu, Luigiho Fagioliho a Juana Manuela Fangia. Největším konkurentem Alfy Romeo měla být další italská stáj Scuderia Ferrari, která vsadila na super rychlou dvojici Alberto Ascari a Luigi Villoresi, kteří ovšem měli velké problémy s přehříváním vozu a nakonec ke startu nenastoupili. A tak jediným vozem se vzpínajícím se koníkem bylo zeleně zbarvené Ferrari britského pilota Petera Whiteheada. Pokud jsme u výčtu italských vozů tak nejpočetnějším zástupcem z apeninského poloostrova bylo Maserati, které dodalo vozy pro týmy Officine Alfieri Maserati, Scuderia Ambrosiina, Scuderia Achille Varzi a Scuderia Milano. Zbytek startovního pole doplnily domácí automobily Talbot a jediná Simca pilotovaná Robertem Manzonem. Tovární tým Talbotu důvěřoval jezdeckému kvartetu Raymond Sommer, Yves Giraud-Cabantous, Louis Rosier a Pierre Levegh. Dalším Talbotem na startu byl béžový vůz belgického pilota Johnnyho Claese, čí soukromé vozy Philippe Étancelina, Eugène Chabouda a Charlese Pozziho. Jedinými piloty ze startovního pole, kteří se mohli pyšnit vítězstvím v Grand Prix Francie byli Louis Chiron (jenž zvítězil dokonce 5x) a Philippe Étancelin.

### Závod
Již kvalifikace zcela jasně ukázala rozloření sil ve startovním poli, první tři místa na startu si podle očekávání vybojovali jezdci Alfy Romeo. Ferrari mělo problémy s novým motorem V12 a tak z kvalifikace odstoupilo a oba jezdci se zúčastnili pouze doprovodného závodu Formule 2 s vozy Ferrari 166, kde Ascari zvítězil. Jediné Ferrari na startu bylo to Petera Whiteheada.
Nejlépe odstartovaly vozy Alfa Romeo a trojice Farina, Fangio a Fagioli a velmi rychle si vybudoval celkem slušný náskok.na další trio Felice Bonetto, Louis Rosier a Philippe Étancelin. Prvním kdo musel čelit technickým problémům způsobených nesnesitelným vedrem, které ve Francii panovalo, byl Argentinec José Froilán González s Maserati, odstoupil již ve čtvrtém kole. Stejná porucha, porucha hnacího agregátu, postihla i Talbot Raymonda Sommera a Davida Hampshira. V sedmém kole vypověděl službu motor Chironovi a zároveň Franco Rolovi. Reg Parnell následoval jako další odpadlík své kolegy do depa. Hned v následujícím kole utavil motor Louis Rosier, který však ve 42. kole přesedlal do vozu Charlese Pozziho a snažil se dojet na bodované pozici, což se mu jen těsně nepovedlo. Z onoho tria pronásledovatelů zůstal jen Philippe Étancelin, protože i Felice Bonetto náhle odstavil kouřící vůz podél trati. V 17. kole zajel do boxů vedoucí jezdec Farina, jehož zlobil přívod paliva a tak se na třetí příčku posunul Whitehead na Ferrari. Příčku si však dlouho neudržel, Farina po odjezdu z boxu nasadil ďábelské tempo a Ferrari brzo dojel a předjel. Rychlost Alfy Romeo byla neuvěřitelná, poté co Farina opustil své mechaniky ocitl se na osmém místě, ale během několika kol se dokázal propracovat na třetí místo. Farinu nakonec vyřadila porucha jeho vozu, přesto byl klasifikován na sedmém místě se ztrátou devíti kol. Vítězem se stal Fangio před Fagiolim, pouze tito piloti dokázali absolvovat plný počet kol, třetí v cíli Whitehead ztrácel již tři kola.

## Výsledky

### Závod
- 2. červenec 1950
- Okruh Reims-Gueux
- 64 kol × 7,815 km / 500,160 km
- 6. Grand Prix
- 3. vítězství pro « Juana Manuela Fangia » Nový rekord
- 5. vítězství pro « Alfu Romeo » Nový rekord
- 3. vítězství pro « Argentinu » Nový rekord
- 1. vítězství pro vůz se startovním číslem 6 » Nový rekord
- 3. vítězství z « pole position » Nový rekord
- 4. double pro « Alfu Romeo Nový rekord

| Legenda k tabulce | Legenda k tabulce                                                                       |
| Barva             | Výsledek                                                                                |
| ----------------- | --------------------------------------------------------------------------------------- |
| Zlatá             | Vítěz                                                                                   |
| Stříbrná          | 2. místo                                                                                |
| Bronzová          | 3. místo                                                                                |
| Zelená            | Bodované umístění                                                                       |
| Modrá             | Nebodované umístění                                                                     |
| Modrá             | Dokončil neklasifikován (NC)                                                            |
| Fialová           | Odstoupil (Ret)                                                                         |
| Červená           | Nekvalifikoval se (DNQ)                                                                 |
| Červená           | Nepředkvalifikoval se (DNPQ)                                                            |
| Černá             | Diskvalifikován (DSQ)                                                                   |
| Bílá              | Nestartoval (DNS)                                                                       |
| Bílá              | Závod zrušen (C)                                                                        |
| Světle modrá      | Pouze trénoval (PO)                                                                     |
| Světle modrá      | Páteční testovací jezdec (TD)                                                           |
| Bez barvy         | Netrénoval (DNP)                                                                        |
| Bez barvy         | Vyřazen (EX)                                                                            |
| Bez barvy         | Nepřijel (DNA)                                                                          |
| Bez barvy         | Odvolal účast (WD)                                                                      |
| Bez barvy         | Nezúčastnil se (prázdné)                                                                |
| Označení          | Význam                                                                                  |
| Tučnost           | Pole position                                                                           |
| Kurzíva           | Nejrychlejší kolo                                                                       |
| †                 | Jezdec nedojel do cíle, ale byl klasifikován, protože odjel více než 90 % délky závodu. |
| ‡                 | Byl udělován poloviční počet bodů, protože bylo odjeto méně než 75 % délky závodu.      |
| Horní index       | Umístění bodujících jezdců ve sprintu                                                   |

| Pozice | Č   | Jezdec                                     | Vůz                | Kolo        | Čas       | +/- | Pole | Body | Nej. kolo               |
| ------ | --- | ------------------------------------------ | ------------------ | ----------- | --------- | --- | ---- | ---- | ----------------------- |
| 1      | 6.  | Juan Manuel Fangio                         | Alfa Romeo 158     | 64          | 2h57:52,8 | 0   | 1    | 8+1  | 2:35,6                  |
| 2      | 4.  | Luigi Fagioli                              | Alfa Romeo 158     | 64          | à 0:25,7  | 1   | 3    | 6    |                         |
| 3      | 14. | Peter Whitehead                            | Ferrari 125        | 61          | à 3 kola  | 16  | 19   | 4    |                         |
| 4      | 44. | Robert Manzon                              | Simca Gordini T 15 | 61          | à 3 kola  | 9   | 13   | 3    |                         |
| 5      | 16. | Philippe Étancelin *poleman Eugene Chaboud | Talbot T 26 C-DA   | 59 (26, 33) | à 5 kol   | 1   | 4 X  | 1 1  | 2:50,4 (7.) 2:50,7 (8.) |
| 6      | 26. | Louis Rosier Charles Pozzi *poleman        | Talbot T 26 C      | 56 (42, 14) | à 8 kol   | 10  | X 16 |      | 2:50,9 (9.)             |
| 7      | 2.  | Giuseppe Farina                            | Alfa Romeo 158     | 56          | à 9 kol   | 5   | 2    |      |                         |
| 8      | 18. | Yves Giraud-Cabantous                      | Talbot T 26 C-DA   | 52          | à 12 kol  | 3   | 5    |      | 2:52,3 (10.)            |
| Pozice | Č   | Odstoupili                                 | Vůz                | Kolo        | Příčina   | +/- | Pole | Body | Nej. kolo               |
| Ret    | 22. | Pierre Levegh                              | Talbot T 26 C      | 37          | Motor     | 9   | 9    |      | 2:56,6 (13.)            |
| Ret    | 40. | Felice Bonetto                             | Maserati 4CLT/50   | 15          | Motor     | 11  | 11   |      |                         |
| Ret    | 42. | Johnny Claes                               | Talbot T 26 C      | 12          | Přehřátí  | 15  | 15   |      | 3:01,9 (18.)            |
| Ret    | 20. | Louis Rosier                               | Talbot T 26 C-DA   | 11          | Přehřátí  | 6   | 6    |      | 2:50,9 (9.)             |
| Ret    | 32. | Reg Parnell                                | Maserati 4CLT/48   | 10          | Motor     | 12  | 12   |      |                         |
| Ret    | 30. | Louis Chiron                               | Maserati 4CLT/48   | 7           | Motor     | 14  | 14   |      |                         |
| Ret    | 28. | Franco Rol                                 | Maserati 4CLT/48   | 7           | Motor     | 7   | 7    |      |                         |
| Ret    | 34. | David Hampshire                            | Maserati 4CLT/48   | 6           | Motor     | 18  | 18   |      |                         |
| Ret    | 12  | Raymond Sommer                             | Talbot T 26 C-GS   | 5           | Motor     | 17  | 17   |      | 2:57,3 (14.)            |
| Ret    | 36. | José Froilán González                      | Maserati 4CLT/48   | 4           | Motor     | 8   | 8    |      |                         |
| Pozice | Č   | Nestartoval                                | Vůz                | Kolo        | Příčina   | +/- | Pole | Body | Nej. kolo               |
| DNS    | 24  | Eugene Chaboud                             | Talbot T 26 C      |             |           |     | 10   |      |                         |
| DNS    | 8   | Luigi Villoresi                            | Ferrari 275        |             |           |     |      |      |                         |
| DNS    | 10  | Alberto Ascari                             | Ferrari 275        |             |           |     |      |      |                         |
| DNS    | 38  | Franco Comotti                             | Maserati 4CLT/48   |             |           |     |      |      |                         |

### Stupně vítězů
| Jezdci - 4. podium pro « Luigi Fagioliho » nový rekord - 3. podium pro « Juana Manuela Fangia » - 1. podium pro Petera Whiteheada (jediné podium) | Vozy - 10. podium pro « Alfu Romeo » nový rekord - 2. podium pro « Ferrari » | Státy - 7. podium pro « Itálii » nový rekord - 3. podium pro « Argentina » - 2. podium pro « Velkou Británii » |

### Bodové umístění
- V závorce body získané v této Grand Prix.

| Jezdci - 26 (9) bodů pro « Juana Manuela Fangia » Nový rekord - 24 (6) bodů pro « Luigi Fagioliho » - 4 (4) body pro Petera Whiteheada jediné body v kariéře - 3 (3) body pro Robert Manzon » - 1 (1) bod pro Phelippeho Étancelina » - 1 (1) bod pro Eugéna Chabouda jediné body v kariéře | Vozy - 76 (15) bodů pro « Alfu Romeo » Nový rekord - 15 (2) bodů pro « Talbot » - 15 (4) bodů pro « Ferrari » - 3 (3) body pro Simcu » | Státy - 56 (6) bodů pro « Itálii » Nový rekord - 26 (9) bodů pro « Argentinu » - 21 (5) bodů pro « Francii » - 8 (4) bodů pro « Velkou Británii » |

### Nejrychlejší kolo
- Juan Manuel Fangio Alfa Romeo 2:35,6 180,833 km
- 2. nejrychlejší kolo pro « Juana Manuela Fangia »
- 5. nejrychlejší kolo pro « Alfu Romeo » Nový rekord
- 2. nejrychlejší kolo pro « Argentinu »
- 1. nejrychlejší kolo pro vůz se startovním číslem  6 » vyrovnaný rekord

### Vedení v závodě
- « Juan Manuel Fangio » byl ve vedeni 179 kol nový rekord
- « Giuseppe Farina » byl ve vedeni 119 kol
- « Alfa Romeo » byla ve vedení 306 kol nový rekord
- « Argentina » byla ve vedení 179 kol. Nový rekord
- « Itálie » byla ve vedení 127 kol.

| Kola         | km         | Jezdec             | %    |
| ------------ | ---------- | ------------------ | ---- |
| 1.–16. kolo  | 125,056 km | Giuseppe Farina    | 25 % |
| 17.–64. kolo | 375,168 km | Juan Manuel Fangio | 75 % |

| Farina | Fangio |
| ------ | ------ |

### Postavení na startu
- Juan Manuel Fangio 2:35,6. Alfa Romeo
- 3. Pole position pro « Juana Manuela Fangia » Nový rekord
- 5. Pole position pro « Alfu Romeo » Nový rekord
- 3. Pole position pro « Argentinu » Nový rekord
- 1. Pole position pro vůz se startovním číslem 6 » Vyrovnaný rekord
- 5x první řadu získali « Giuseppe Farina » a « Juan Manuel Fangio » Nový rekord
- 4x první řadu získali « Luigi Fagioli
- 15x první řadu získala « Alfa Romeo » Nový rekord
- 9x první řadu získala « Itálie » Nový rekord
- 6x první řadu získala « Argentina »

| _______3_______ Luigi Fagioli Alfa Romeo 2:34,7       |                                                     | _______2_______ Giuseppe Farina Alfa Romeo 2:32,5  |                                                  | _______1_______ Juan Manuel Fangio Alfa Romeo 2:30,6 |
|                                                       | _______5_______ Yves Giraud-Cabantous Talbot 2:42.7 |                                                    | _______4_______ Philippe Étancelin Talbot 2:39.0 |                                                      |
| _______8_______ José Froilán González Maserati 2:48.0 |                                                     | _______7_______ Franco Rol Maserati 2:46.7         |                                                  | _______6_______ Louis Rosier Talbot 2:46.0           |
|                                                       | _______10_______ Felice Bonetto Maserati -:--,---   |                                                    | _______9_______ Pierre Levegh Talbot 2:49.0      |                                                      |
| _______13_______ Louis Chiron Maserati -:--,---       |                                                     | _______12_______ Robert Manzon Simca -:--,---      |                                                  | _______11_______ Reg Parnell Maserati -:--,---       |
|                                                       | _______15_______ Charles Pozzi Talbot -:--,---      |                                                    | _______14_______ Johnny Claes Talbot -:--,---    |                                                      |
| _______18_______ Peter Whitehead Ferrari -:--,---     |                                                     | _______17_______ David Hampshire Maserati -:--,--- |                                                  | _______16_______ Raymond Sommer Talbot -:--,---      |

## Startovní listina
| Č. | Pilot                 | Tým                           | Konstruktér     | Šasi                    | Motor                  | Pneumatiky |
| -- | --------------------- | ----------------------------- | --------------- | ----------------------- | ---------------------- | ---------- |
| 2  | Giuseppe Farina       | SA Alfa Romeo                 | Alfa Romeo      | Alfa Romeo 158          | Alfa Romeo 158 1.5 L8C | Pirelli    |
| 4  | Luigi Fagioli         | SA Alfa Romeo                 | Alfa Romeo      | Alfa Romeo 158          | Alfa Romeo 158 1.5 L8C | Pirelli    |
| 6  | Juan Manuel Fangio    | SA Alfa Romeo                 | Alfa Romeo      | Alfa Romeo 158          | Alfa Romeo 158 1.5 L8C | Pirelli    |
| 8  | Luigi Villoresi       | Scuderia Ferrari              | Ferrari         | Ferrari 275             | Ferrari 275 4.5 V12    | Pirelli    |
| 10 | Alberto Ascari        | Scuderia Ferrari              | Ferrari         | Ferrari 125             | Ferrari 125 1.5 V12    | Pirelli    |
| 12 | Raymond Sommer        | Automobiles Talbot-Darracq SA | Talbot          | Talbot T26C-GS          | Talbot 4.5 L6          | D          |
| 14 | Peter Whitehead       | Privátní                      | Ferrari         | Ferrari 125             | Ferrari 125 1.5 V12C   | D          |
| 16 | Philippe Étancelin    | Privátní                      | Talbot          | Talbot T26C-DA          | Talbot 4.5 L6          | D          |
| 16 | Eugène Chaboud        | Privátní                      | Talbot          | Talbot T26C-DA          | Talbot 4.5 L6          | D          |
| 18 | Yves Giraud-Cabantous | Automobiles Talbot-Darracq SA | Talbot          | Talbot T26C-DA          | Talbot 4.5 L6          | D          |
| 20 | Louis Rosier          | Automobiles Talbot-Darracq SA | Talbot          | Talbot T26C-DA          | Talbot 4.5 L6          | D          |
| 22 | Pierre Levegh         | Automobiles Talbot-Darracq SA | Talbot          | Talbot T26C             | Talbot 4.5 L6          | D          |
| 24 | Eugene Chaboud        | Ecurie Lutetia                | Talbot          | Talbot T26C             | Talbot 4.5 L6          | D          |
| 26 | Charles Pozzi         | Privátní                      | Talbot          | Talbot T26C             | Talbot 4.5 L6          | D          |
| 28 | Franco Rol            | Officine Alfieri Maserati     | Maserati        | Maserati 4CLT/48        | Maserati 4CLT 1.5 L4C  | Pirelli    |
| 30 | Louis Chiron          | Officine Alfieri Maserati     | Maserati        | Maserati 4CLT/48        | Maserati 4CLT 1.5 L4C  | Pirelli    |
| 32 | Reg Parnell           | Scuderia Ambrosiana           | Maserati        | Maserati 4CLT/48        | Maserati 4CLT 1.5 L4C  | D          |
| 34 | David Hampshire       | Scuderia Ambrosiana           | Maserati        | Maserati 4CLT/48        | Maserati 4CLT 1.5 L4C  | D          |
| 34 | David Murray          | Scuderia Ambrosiana           | Maserati        | Maserati 4CLT/48        | Maserati 4CLT 1.5 L4C  | D          |
| 36 | José Froilán González | Scuderia Achille Varzi        | Maserati        | Maserati 4CLT/48        | Maserati 4CLT 1.5 L4C  | Pirelli    |
| 38 | Franco Comotti        | Scuderia Achille Varzi        | Maserati        | Maserati 4CLT/48        | Maserati 4CLT 1.5 L4C  | Pirelli    |
| 40 | Felice Bonetto        | Scuderia Milano               | Maserati Milano | Maserati Milano 4CLT/50 | Maserati 4CLT 1.5 L4C  | Pirelli    |
| 42 | Johnny Claes          | Ecurie Belge                  | Talbot          | Talbot T26C             | Talbot 4.5 L6          | D          |
| 44 | Robert Manzon         | Equipe Gordini                | Simca Gordini   | Simca T15               | Gordini 1.5 L4C        | E          |

## Zajímavosti
- V závodě debutoval Charles Pozzi.
- Poprvé představen vůz Talbot T26C GS

### Souhrn
| Pole position      | Vítězství          | Nej. kolo          | Hat trick | Vedení          | Vedení             | Chelem |
|                    |                    |                    |           | Itálie          |                    |        |
| Juan Manuel Fangio | Juan Manuel Fangio | Juan Manuel Fangio |           | Giuseppe Farina | Juan Manuel Fangio |        |
| Alfa Romeo 158     | Alfa Romeo 158     | Alfa Romeo 158     |           | Alfa Romeo 158  | Alfa Romeo 158     |        |
| 2'30.6             | 2:57'52.8          | 2'35.6             |           | 16 kol          | 48 kol             |        |
| 186,837 km/h       | 168,729 km/h       | 180,833 km/h       |           | 125,056 km      | 375,168 km         |        |
| ------------------ | ------------------ | ------------------ | --------- | --------------- | ------------------ | ------ |

## Stav MS
- GP - body získané v této Grand Prix

| *  | Jezdec                | Body | GP | * | Vůz          | Body | GP | * | Stát           | Body | GP |
| -- | --------------------- | ---- | -- | - | ------------ | ---- | -- | - | -------------- | ---- | -- |
| 1  | Juan Manuel Fangio    | 26   | 9  | 1 | Alfa Romeo   | 76   | 15 | 1 | Itálie         | 56   | 6  |
| 2  | Luigi Fagioli         | 24   | 6  | 2 | Talbot       | 15   | 2  | 2 | Argentina      | 26   | 9  |
| 3  | Giuseppe Farina       | 22   |    | 3 | Ferrari      | 15   | 4  | 3 | USA            | 24   |    |
| 4  | Louis Rosier          | 10   |    | 4 | Kurtis Kraft | 14   |    | 4 | Francie        | 21   | 5  |
| 5  | Johnnie Parsons       | 9    |    | 5 | Maserati     | 11   |    | 5 | Velká Británie | 8    | 4  |
| 6  | Alberto Ascari        | 8    |    | 6 | Deidt        | 10   |    | 6 | Thajsko        | 5    |    |
| 7  | Bill Holland          | 6    |    | 7 | Simca        | 3    | 3  | 7 | Monako         | 4    |    |
| 8  | Princ Bira            | 5    |    |   |              |      |    |   |                |      |    |
| 9  | Reg Parnel            | 4    |    |   |              |      |    |   |                |      |    |
| 10 | Louis Chiron          | 4    |    |   |              |      |    |   |                |      |    |
| 11 | Mauri Rose            | 4    |    |   |              |      |    |   |                |      |    |
| 12 | Peter Whitehead       | 4    | 4  |   |              |      |    |   |                |      |    |
| 13 | Raymond Sommer        | 3    |    |   |              |      |    |   |                |      |    |
| 14 | Yves Giraud-Cabantous | 3    |    |   |              |      |    |   |                |      |    |
| 15 | Cecil Green           | 3    |    |   |              |      |    |   |                |      |    |
| 16 | Robert Manzon         | 3    | 3  |   |              |      |    |   |                |      |    |
| 17 | Felice Bonetto        | 2    |    |   |              |      |    |   |                |      |    |
| 18 | Joie Chitwood         | 1    |    |   |              |      |    |   |                |      |    |
| 19 | Tony Bettenhausen     | 1    |    |   |              |      |    |   |                |      |    |
| 20 | Eugene Chaboud        | 1    | 1  |   |              |      |    |   |                |      |    |
| 21 | Philippe Étancelin    | 1    | 1  |   |              |      |    |   |                |      |    |